# خوسيه توريس كادينا
خوسيه توريس كادينا (بالإسبانية: José Torres Cadena)‏ هو حكم كرة قدم كولومبي، ولد في 15 يوليو 1952 في كولومبيا.

## روابط خارجية
- خوسيه توريس كادينا على موقع Soccerway.com (الإنجليزية)
- خوسيه توريس كادينا على موقع أوليمبيديا (الإنجليزية)